# ياسمين للطيران
ياسمين للطيران (بالإنجليزية: Jasmin Airways)‏ هي شركة طيران تونسية، تأسست نواتها الأولى في 2011، ولكن لم يبدأ نشاطها إلى في يونيو 2019 بعد أن تحصلت على كل التراخيص اللازمة.

## التاريخ
تأسست شركة ياسمين للطيران في 2011 بعد الثورة التونسية، من قبل علي بن عمارة وأمان بن عمارة، ولكنها شهدت تعطيلات متتالية، أخرت بداية نشاطها لحدود يونيو 2019. اتخذت الشركة من مطار النفيضة الحمامات الدولي مقرا مركزيا لطائراتها. 

تم إطلاق هاته الشركة بالتعاون مع المدرسة العليا الخاصة للطيران والتكنولوجيا والأكاديمية الخاصة للطيران بتونس.

## الأسطول
| النوع          | الاسم  | التسجيل | تاريخ الإقتناء | طاقة الإستقبال |
| -------------- | ------ | ------- | -------------- | -------------- |
| إمبراير إي-170 | أمان   | TS-IJA  | يونيو 2019     | 76 مقعدا.      |
| إمبراير إي-170 | النرجس | TS-IJB  | يوليو 2019     | 76 مقعدا.      |